# خوفد
خوفد هي مدينة، تتبع مقاطعة خوفد، بلغ عدد سكانها 26٬023 نسمة عام 2010، تبلغ مساحتها 70 كيلومتر مربع.

## المناخ
يظهر الجدول التالي التغييرات المناخية على مدار السنة لخوفد:
| البيانات المناخية لـخوفد           | البيانات المناخية لـخوفد | البيانات المناخية لـخوفد | البيانات المناخية لـخوفد | البيانات المناخية لـخوفد | البيانات المناخية لـخوفد | البيانات المناخية لـخوفد | البيانات المناخية لـخوفد | البيانات المناخية لـخوفد | البيانات المناخية لـخوفد | البيانات المناخية لـخوفد | البيانات المناخية لـخوفد | البيانات المناخية لـخوفد | البيانات المناخية لـخوفد |
| الشهر                              | يناير                    | فبراير                   | مارس                     | أبريل                    | مايو                     | يونيو                    | يوليو                    | أغسطس                    | سبتمبر                   | أكتوبر                   | نوفمبر                   | ديسمبر                   | المعدل السنوي            |
| ---------------------------------- | ------------------------ | ------------------------ | ------------------------ | ------------------------ | ------------------------ | ------------------------ | ------------------------ | ------------------------ | ------------------------ | ------------------------ | ------------------------ | ------------------------ | ------------------------ |
| الدرجة القصوى °م (°ف)              | 8.7 (47.7)               | 13.6 (56.5)              | 21.7 (71.1)              | 30.7 (87.3)              | 32.0 (89.6)              | 34.2 (93.6)              | 33.4 (92.1)              | 35.6 (96.1)              | 30.0 (86.0)              | 24.7 (76.5)              | 14.4 (57.9)              | 13.3 (55.9)              | 35.6 (96.1)              |
| متوسط درجة الحرارة الكبرى °م (°ف)  | −16.3 (2.7)              | −12 (10)                 | 0.3 (32.5)               | 11.1 (52.0)              | 19.1 (66.4)              | 23.8 (74.8)              | 24.7 (76.5)              | 23.4 (74.1)              | 17.7 (63.9)              | 9.0 (48.2)               | −2.3 (27.9)              | −12.9 (8.8)              | 7.1 (44.8)               |
| المتوسط اليومي °م (°ف)             | −24.3 (−11.7)            | −20.2 (−4.4)             | −7.4 (18.7)              | 3.9 (39.0)               | 11.9 (53.4)              | 17.1 (62.8)              | 18.6 (65.5)              | 16.7 (62.1)              | 10.6 (51.1)              | 1.5 (34.7)               | −9.7 (14.5)              | −20 (−4)                 | −0.1 (31.8)              |
| متوسط درجة الحرارة الصغرى °م (°ف)  | −29.9 (−21.8)            | −27.1 (−16.8)            | −14.7 (5.5)              | −3.5 (25.7)              | 4.6 (40.3)               | 10.3 (50.5)              | 12.3 (54.1)              | 10.0 (50.0)              | 3.9 (39.0)               | −4.7 (23.5)              | −15.7 (3.7)              | −25.6 (−14.1)            | −6.7 (19.9)              |
| أدنى درجة حرارة °م (°ف)            | −46.6 (−51.9)            | −44.6 (−48.3)            | −31.7 (−25.1)            | −19.7 (−3.5)             | −8.6 (16.5)              | −6.4 (20.5)              | 1.5 (34.7)               | −0.9 (30.4)              | −13.9 (7.0)              | −25.3 (−13.5)            | −35.2 (−31.4)            | −40.4 (−40.7)            | −46.6 (−51.9)            |
| الهطول مم (إنش)                    | 1.4 (0.06)               | 0.9 (0.04)               | 2.3 (0.09)               | 5.9 (0.23)               | 9.5 (0.37)               | 26.5 (1.04)              | 35.0 (1.38)              | 22.7 (0.89)              | 10.6 (0.42)              | 4.6 (0.18)               | 1.8 (0.07)               | 1.6 (0.06)               | 122.8 (4.83)             |
| متوسط أيام هطول الأمطار (≥ 1.0 mm) | 0.3                      | 0.2                      | 0.6                      | 1.4                      | 2.4                      | 3.9                      | 6.2                      | 4.0                      | 1.9                      | 0.8                      | 0.4                      | 0.5                      | 22.6                     |
| ساعات سطوع الشمس الشهرية           | 171.6                    | 196.3                    | 255.2                    | 266.8                    | 300.4                    | 300.1                    | 302.1                    | 298.0                    | 269.7                    | 230.9                    | 180.3                    | 151.0                    | 2٬922٫4                  |
| المصدر: NOAA (1961-1990)           |                          |                          |                          |                          |                          |                          |                          |                          |                          |                          |                          |                          |                          |

## أعلام
- خارخوجين إنخامار